# Marija Vučenović
Marija Vučenović (ur. 3 kwietnia 1993 w Sremskiej Mitrovicy) – serbska lekkoatletka specjalizująca się w rzucie oszczepem.
Tuż za podium – na czwartym miejscu – zakończyła udział w mistrzostwach świata juniorów młodszych (2009). Zdobyła srebro festiwalu młodzieży Europy w Tampere latem 2009. W 2010 nie awansowała do finału juniorskich mistrzostw świata, a rok później zdobyła brąz mistrzostw krajów bałkańskich oraz była piąta podczas mistrzostw Europy juniorów. Brązowa medalistka mistrzostw świata juniorów z Barcelony oraz wicemistrzyni krajów bałkańskich z Eskişehir (2012). W 2013 zdobyła brąz na młodzieżowych mistrzostwach Europy w Tampere. Medalistka mistrzostw NCAA.
Medalistka mistrzostw Serbii, mistrzostw Bałkanów w młodszych kategoriach wiekowych, uczestniczka drużynowych mistrzostw Europy oraz klubowego pucharu Europy juniorów.
Rekord życiowy: 62,25 (9 maja 2021, Split).

## Osiągnięcia
| Rok  | Impreza                                    | Miejsce          | Pozycja           | Wynik |
| ---- | ------------------------------------------ | ---------------- | ----------------- | ----- |
| 2009 | Mistrzostwa świata juniorów młodszych      | Tyrol Południowy | 4. miejsce        | 51,42 |
| 2009 | Letni olimpijski festiwal młodzieży Europy | Tampere          | 2. miejsce        | 51,46 |
| 2010 | Mistrzostwa świata juniorów                | Moncton          | el. – 15. miejsce | 48,10 |
| 2011 | II liga drużynowych mistrzostw Europy      | Nowy Sad         | 4. miejsce        | 52,09 |
| 2011 | Mistrzostwa krajów bałkańskich             | Sliwen           | 3. miejsce        | 54,03 |
| 2011 | Mistrzostwa Europy juniorów                | Tallinn          | 5. miejsce        | 54,73 |
| 2012 | Mistrzostwa świata juniorów                | Barcelona        | 3. miejsce        | 57,12 |
| 2012 | Mistrzostwa krajów bałkańskich             | Eskişehir        | 2. miejsce        | 51,48 |
| 2013 | Młodzieżowe mistrzostwa Europy             | Tampere          | 3. miejsce        | 54,43 |
| 2015 | II liga drużynowych mistrzostw Europy      | Stara Zagora     | 2. miejsce        | 52,65 |
| 2015 | Młodzieżowe mistrzostwa Europy             | Tallinn          | 7. miejsce        | 53,82 |
| 2016 | Mistrzostwa Europy                         | Amsterdam        | el. – 31. miejsce | 49,18 |
| 2017 | II liga drużynowych mistrzostw Europy      | Tel Awiw         | 7. miejsce        | 51,66 |
| 2018 | Mistrzostwa Europy                         | Berlin           | 11. miejsce       | 55,23 |
| 2019 | III liga drużynowych mistrzostw Europy     | Skopje           | 2. miejsce        | 56,71 |
| 2021 | Puchar Europy w rzutach                    | Split            | 5. miejsce        | 62,25 |
| 2021 | III liga drużynowych mistrzostw Europy     | Limassol         | 1. miejsce        | 57,13 |
| 2021 | Igrzyska olimpijskie                       | Tokio            | el. – 20. miejsce | 58,93 |
| 2022 | Puchar Europy w rzutach                    | Leiria           | 3. miejsce        | 57,26 |
| 2023 | Puchar Europy w rzutach                    | Leiria           | 2. miejsce        | 60,56 |
| 2023 | Mistrzostwa świata                         | Budapeszt        | el. – 31. miejsce | 54,21 |
| 2024 | Mistrzostwa Europy                         | Rzym             | 9. miejsce        | 58,30 |
| 2025 | Puchar Europy w rzutach                    | Nikozja          | 8. miejsce        | 54,11 |